# Паркленд (Флорида)
Паркленд (англ. Parkland) — місто (англ. city) в США, в окрузі Бровард штату Флорида. Населення — 34 670 осіб (2020).

## Географія
Паркленд розташований за координатами 26°18′54″ пн. ш. 80°14′50″ зх. д. / 26.31500° пн. ш. 80.24722° зх. д. (26.315083, -80.247240).  За даними Бюро перепису населення США в 2010 році місто мало площу 33,19 км², з яких 31,94 км² — суходіл та 1,25 км² — водойми. В 2017 році площа становила 37,24 км², з яких 32,52 км² — суходіл та 4,72 км² — водойми.

## Демографія
Згідно з переписом 2010 року, у місті мешкали 23 962 особи в 7676 домогосподарствах у складі 6607 родин. Густота населення становила 722 особи/км².  Було 8292 помешкання (250/км²).
Расовий склад населення:
| - 84,0 % — білих - 6,5 % — чорних або афроамериканців - 5,9 % — азіатів - 0,1 % — корінних американців - 1,5 % — осіб інших рас |

До двох чи більше рас належало 1,9 %. Частка іспаномовних становила 13,0 % від усіх жителів.
За віковим діапазоном населення розподілялося таким чином: 31,2 % — особи молодші 18 років, 61,1 % — особи у віці 18—64 років, 7,7 % — особи у віці 65 років та старші. Медіана віку мешканця становила 40,0 року. На 100 осіб жіночої статі у місті припадало 95,3 чоловіків;  на 100 жінок у віці від 18 років та старших — 91,9 чоловіків також старших 18 років.
Середній дохід на одне домашнє господарство  становив 163 645 доларів США (медіана — 130 107), а середній дохід на одну сім'ю — 173 745 доларів (медіана — 135 403). Медіана доходів становила 103 226 доларів для чоловіків та 54 810 доларів для жінок. За межею бідності перебувало 3,3 % осіб, у тому числі 4,2 % дітей у віці до 18 років та 2,8 % осіб у віці 65 років та старших.
Цивільне працевлаштоване населення становило 12 969 осіб. Основні галузі зайнятості: освіта, охорона здоров'я та соціальна допомога — 21,8 %, науковці, спеціалісти, менеджери — 15,9 %, роздрібна торгівля — 12,5 %, фінанси, страхування та нерухомість — 12,5 %.